# Vrtovče
Vrtovče – miejscowość w Słowenii w gminie Ajdovščina.